# Línea A17 (Canelones)
La línea A17 es una línea urbana del transporte colectivo de pasajeros de Canelones, une el Cementerio de la ciudad de Canelones con la ciudad de Santa Lucía por Paso Pache. El destino de ida es Santa Lucía y el destino de vuelta Canelones, Es operada por la empresa Pedrense Compañía de Ómnibus del Este (Codeleste).

## Características
Hasta el año 2020 su denominación era Linea 17, la cual cambió a raíz de la reestructura del STM, al incorporar las líneas suburbanas y departamentales a su sistema 2.0.
Hasta el año 2013, este recorrido fue operada por la empresa COPSA bajo la denominación de la Línea 2A, siendo un ramal departamental de esta.
Fue retirada de la empresa por la Intendencia Departamental de Canelones,quien además de esta linea,le quito otras y fueron redistribuidas entre otras empresas departamentales, aduciendo que la propia empresa consideró que no eran rentables ya que en su mayoría (incluida esta) son lineas de carácter social,es decir,presta servicios principalmente para estudiantes de escuela primaria o de Liceo/UTU.
Este recorrido tiene la particularidad de que a partir de 2013 (fecha en la que fue reasignada) es compartida con otra empresa departamental:Zeballos Hermanos, aunque esta la denomina como Z1, siendo un ramal de su linea principal Santa Lucía- Canelones- Costa Azul Por Sauce y Pando, además de tener algunas diferencias mínimas en su recorrido,en comparación con Codeleste.
Posee un solo turno (uno de ida y otro de vuelta) solo de lunes a viernes, ya que su función principal es el traslado de estudiantes de escuela primaria y de Liceo/UTU,y solo opera durante los meses en donde se encuentra transcurriendo el año lectivo en dichas instituciones educativas.
También tiene una variante (con la misma denominación) entre Las Piedras, Juanicó y Canelones a través del paraje Las Violetas, muy próximo a Canelones y Juanicó, en el kilómetro 39 de la Ruta 5, esta variante también fue de COPSA hasta el año 2013 y estuvo bajo la denominación de la Línea 1A, siendo una variante de la actual línea suburbana que une Canelones con la Terminal Baltasar Brum en Montevideo.

## Recorridos
Canelones - Santa Lucía Por Paso Pache
| Desde Canelones (Cementerio) - Florencio Sánchez - María Álamo de Suárez - Treinta y Tres - Luis Brause - Control de Canelones - José Batlle y Ordoñez - Ruta 62 - Empalme Ruta 81 - Ruta 81 - Empalme Dechia - Ex Ruta 5 - Paso de Pache - Ruta 63 - Virrey Vértiz - Héctor Miranda - Chile - Avenida Rivera hasta República Argentina. - Santa Lucía (continua expreso sin pasajeros hacia el parque de la ciudad por las calles Vicente Grucci, Roosevelt y Antonio Legnani) Desde Santa Lucia (desde el parque de la ciudad) - Rivera - Vicente Grucci - Roosevelt - Federico Capurro - Virrey Vértiz - Ruta 63 - Ex Ruta 5 - Paso de Pache - Empalme Dechia - Ruta 81 - Empalme Ruta 81 - Ruta 62 - Control de Canelones - José Batlle y Ordoñez - Susana Ramirez - Florencio Sánchez - Cementerio de Canelones (Continua bajo el número de linea A16 hacia Las Piedras,haciendo cambio de línea en el Control de Canelones). Las Piedras - Canelones - Juanicó Por Las Violetas DESDE LAS PIEDRAS - Shopping Las Piedras - Bulevar del Bicentenario - Oribe - Instrucciones del Año XIII - Dr.Pouey - Ex Ruta 5 - 18 DE MAYO - Maestro Julio Castro (Ex Ruta 5) - PROGRESO - Avda.Artigas (Ex Ruta 5) - Ruta 5 - JUANICÓ - San Marcos - Perú - Emilio Vanoli - Carlos Brussa - Estación Juanicó (Terminal Juanicó) - San Marcos - Ruta 5 (Hasta Km.39) - Camino Dorval Silvera - Camino Las Violetas - Escuela 88 - Camino Passadore - Pando - Zelmar Michelini - Alamo de Suárez - Cementerio de Canelones - Treinta y Tres - Cristobal Cendan - Batlle y Ordóñez (Hasta Control de Canelones) - CANELONES |

| DESDE CANELONES - Control de Canelones - Batlle y Ordóñez - Susana Ramírez - Treinta y Tres - Rivera - Baltasar Brum - Camino Passadore - Camino Las Violetas - Escuela 88 - Camino Dorval Silvera - Ruta 5 - JUANICÓ - San Marcos - Perú - Emilio Vanoli - Carlos Brussa - Estación Juanicó (Terminal Juanicó) - San Marcos - Ruta 5 - Avda.Artigas (Ex Ruta 5) - PROGRESO - Ex Ruta 5 - Maestro Julio Castro (Ex Ruta 5) - 18 DE MAYO - Ex Ruta 5 - Dr.Pouey - Batlle y Ordóñez - República Argentina - Bulevar del Bicentenario - Shopping Las Piedras - LAS PIEDRAS |